# Enrique Barón Crespo

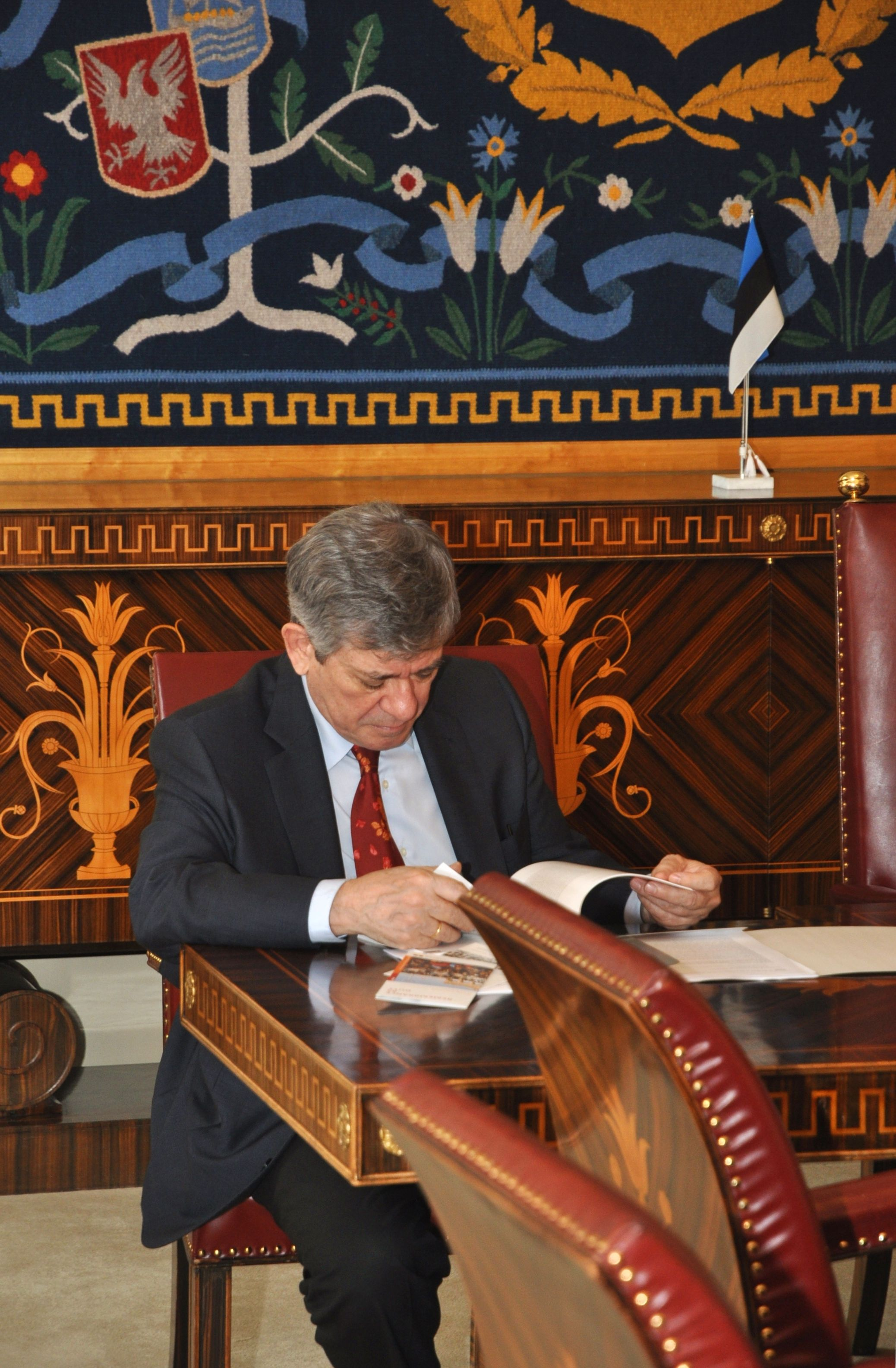
Enrique Barón Crespo (2012)

Enrique Barón Crespo (n. 27 martie 1944, Madrid, Noua Castilie⁠(d), Spania) este un om politic socialist spaniol, fost președinte al Parlamentului European.